# Also sprach Zarathustra (boek)

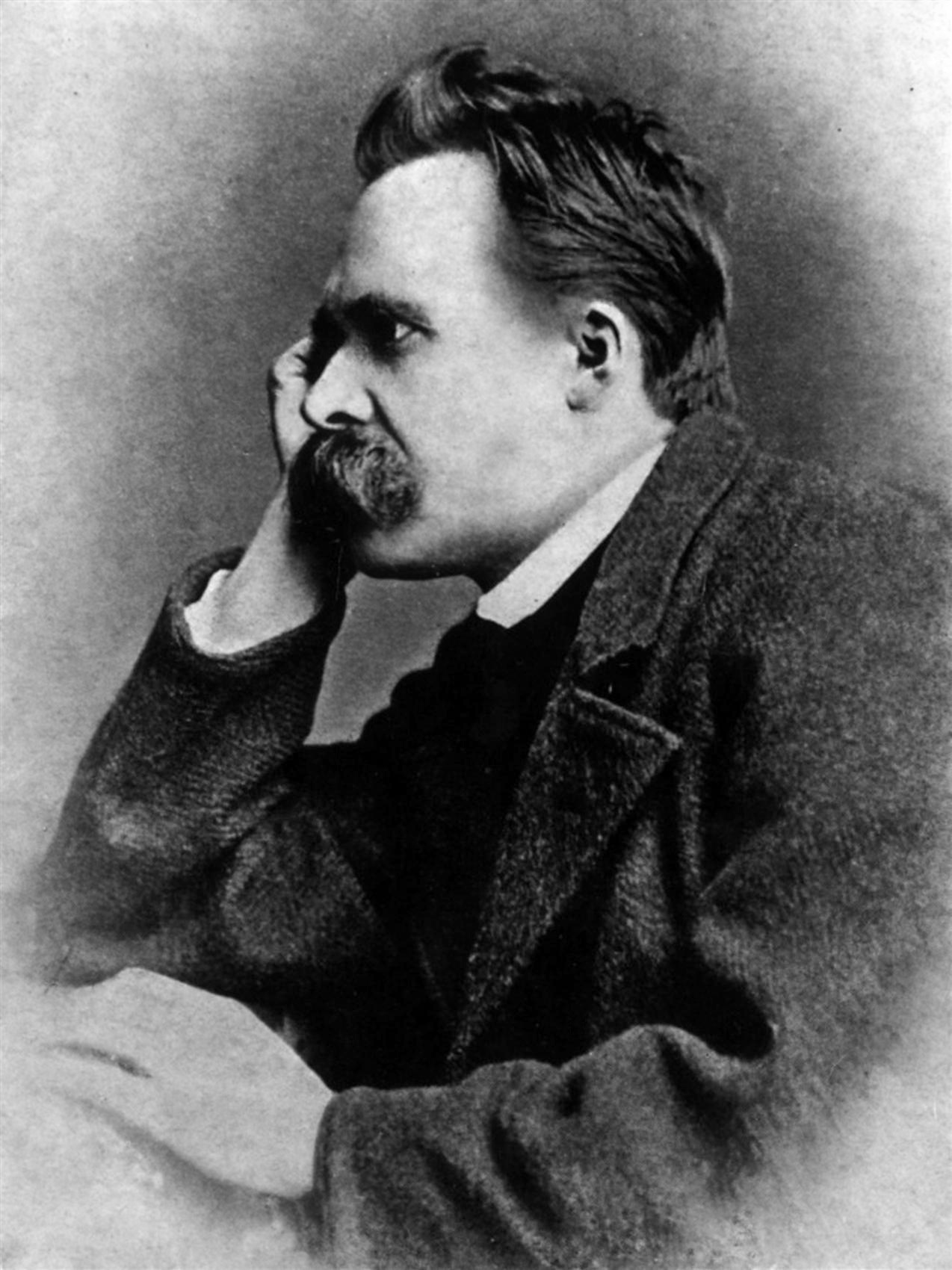
Friedrich Nietzsche

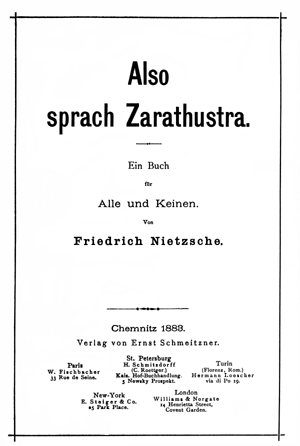
Titelblad van "Also Sprach Zarathustra" in een Duitse uitgave.

Also sprach Zarathustra (Nederlands: Aldus sprak Zarathoestra / Zo sprak Zarathoestra) is een boek van Friedrich Nietzsche. Het is een filosofische roman met uiterst kernachtige uitspraken.

## Zarathustra, historische achtergrond
Zarathustra, Zarathoestra of Zoroaster was een Iraanse profeet en de grondlegger van het zoroastrisme, een godsdienst die tegenwoordig haar aanhangers vooral vindt onder de Parsi's in India. Volgens de legenden was de profeet een herder en leefde hij op het platteland. Rond zijn twintigste of dertigste levensjaar ervoer Zarathustra een crisis en ging hij ronddwalen. Na tien jaar kreeg hij, gezeten aan de oevers van de Oxus (de Amu Darja), een visioen van de god Ahura Mazda.
In het boek Also sprach Zarathustra van Friedrich Nietzsche uit 1885 is Zarathustra de hoofdpersoon. Vaak beschouwd als de eerste die een absolute scheiding tussen goed en kwaad poneert, en vandaar als 'uitvinder' van de moraal – zoals Solon als vader van de westerse wetgeving wordt bestempeld – laat Nietzsche Zarathustra terugkeren om de übermensch te prediken, die de menselijke onverantwoordelijkheid begrijpt en een uitgeleefde moraal ten grave draagt.

## Verhaal
Toen Zarathustra dertig jaar oud was, verliet hij zijn geboortegrond en trok zich terug in de bergen ("Als Zarathustra dreissig Jahre alt war, verliess er seine Heimat und den See seiner Heimat und ging in das Gebirge"). Na tien jaar verlaat hij de plek van zijn kluizenaarschap en mengt zich onder de mensen, later in gezelschap van zijn wijze slang en adelaar ("Also begann Zarathustras Untergang"). Zarathustra heeft het niet zo op met de gemiddelde mens, die hij beschouwt als een soort evolutionair noodzakelijk stadium tussen aap en übermensch. Dat is het doel dat Zarathustra predikt: het worden van de übermensch.
We zijn op weg dat te worden wat we bedoeld zijn te worden (de übermensch), maar we zijn er nog lang niet. Zo ongeveer laat zich het algemene beeld van Nietzsche schilderen in de bedoeling van dit werk.
Het is een fulminatie tegen het egoïsme ("Ketzer wirst du dir selber sein"; u zult uzelf tot ketter zijn) en werpt anderzijds juist terug op de authentieke eigenwaarde richting übermensch die men diende te vinden. Wie bijvoorbeeld weleens verbijsterd is geweest over de aantrekkingskracht van een ongeval hoeft slechts enkele pagina's in dit in 1883-1885 geschreven boek te lezen om te merken dat het destijds niet anders was. Zarathustra protesteert en vraagt mensen openlijk of ze medelijden niet verwarren met het "wellustig kijken naar lijdende mensen".
Nietzsche stelt dat er méér achter de werkelijkheid zit dan wij, als tussenstadium tussen aap en übermensch, in eerste instantie denken.
De waarheid is grootser en de mens zal grootser worden. Pas als übermensch zal de mens zijn ware bestemming weten te hebben gevonden. Maar dan moet de huidige mens wel de moed tonen om zich tot übermensch (de ware bestemming van de mensheid) op te willen richten. Dit kan bereikt worden door zich alles opnieuw af te vragen en uit te stijgen boven de dierlijke emoties.

## Laatste mens
De laatste mens is een concept dat ook in het boek wordt beschreven: een mensengeslacht dat komen gaat, niet langer in staat – evenmin aangemoedigd – om scheppend boven zichzelf uit te stijgen. De laatste mens heeft het geluk gevonden, en valt daarmee feitelijk met zijn doel samen.

## Nietzsche
Nietzsche pleitte voor meer individualisme in plaats van kuddegeest. De übermensch is diegene die zichzelf durft los te maken van het systeem en op zichzelf steunt. Daarbij meende Nietzsche dat de mens van nu slechts een schakel is, een ontwikkelingsfase tussen een dier en de übermensch die we eigenlijk bedoeld zijn te worden: een boven alle irrationaliteit staand groots wezen.
In zijn boek Also sprach Zarathustra schrijft Nietzsche: "De übermensch staat tot de mens als deze tot de aap" en "de mens is een koord gespannen tussen de übermensch en het dier". Men zou daaruit de conclusie kunnen trekken dat Nietzsche bedoelde dat in de mens van nu de spanning tussen het 'dierlijke' en 'bovenmenselijke' voelbaar is.

## Culturele invloed
De Duitse componist Richard Strauss baseerde zich in 1896 op dit boek bij het componeren van het gelijknamige symfonische gedicht Also sprach Zarathustra. Dit werk werd wereldberoemd toen het begin van het muziekstuk, Sonnenaufgang, door filmregisseur Stanley Kubrick gebruikt werd in de openingsscène van de film 2001: A Space Odyssey. Ook Elvis Presley gebruikte deze introductie tijdens de opening van diverse concerten. De Britse band The Fall verwijst in het nummer Free Range naar zowel Also sprach Zarathustra als naar 2001: A Space Odyssey. In 1998 schreef de Amerikaanse zanger Prince het nummer Also Sprach Zarathustra.
De in de jaren tachtig van de 20ste eeuw populaire en omstreden goeroe Bhagwan alias Osho (1931-1990) hield aan het eind van zijn leven lezingen aan zijn Rajneesh International University of Mysticism over Nietzsche en Also sprach Zarathustra. Hierover publiceerde hij de twee lijvige boeken Zarathustra: the laughing prophet (1988) en Zarathustra: a god that can dance (1990).

## Vertalingen
De volgende Nederlandse vertalingen zijn verschenen van het boek Also sprach Zarathustra:
- Aldus sprak Zarathoestra (1939). Door Hendrik Marsman en Ed. Coenraads, pseudoniem van Pieter Endt (1883-1936).
- Aldus sprak Zarathoestra (1996). Door Wilfred Oranje.
- Zo sprak Zarathoestra (2013). Door Ria van Hengel.